# Eskorta
Eskorta (francosko escorte) je v vojaški terminologiji naziv za oboroženo spremstvo za zaščito oz. kot častna straža. 
V vojni mornarici je to skupina ladij, ki so namenjene za zaščito konvoja ali drugih neoboroženih plovil.